# Алан Вин Џонс
Алан Вин Џонс (енгл. Alun Wyn Jones; 19. септембар 1985) је велшански професионални рагбиста, који тренутно игра за рагби јунион тим Оспрејс у Про 12.

## Биографија
Висок 196цм и тежак 118кг, Алан Вин Џонс игра на позицији скакача у другој линији (енгл. Lock). Први професионални клуб у његовој каријери био Свонзи РФК. 2005. Алан Вин Џонс почиње да игра за најтрофејнији велшански тим Оспрејс. За Оспрејсе Џонс је одиграо 185 утакмица и постигао 75 поена. За репрезентацију Велса Алан Вин Џонс је одиграо 91 тест меч и постигао 8 есеја. Алан Вин Џонс је такође ишао на турнеје са екипом Британски и ирски лавови. Алан Вин Џонс је у пар наврата био и капитен "змајева" - рагби јунион репрезентације Велса.